# Emperor – Kampf um den Frieden
Emperor – Kampf um den Frieden (Originaltitel: Emperor) ist ein US-amerikanisch-japanischer Film des Regisseurs Peter Webber aus dem Jahr 2012. Der Film basiert auf dem Buch Heika o osukui nasaimashi: Kawai Michi to Bonner Fellers (jap. 陛下をお救いなさいまし 河井道とボナー・フェラーズ, dt. „Bitte retten sie Ihre Majestät: Michi Kawai und Bonner Fellers“) von Shirō Okamoto aus dem Jahr 2002, das bisher nicht außerhalb Japans erschien.
Schauplatz des Films ist Japan kurz nach seiner Kapitulation während des Zweiten Weltkriegs und der Suche des US-amerikanischen Militärs unter der Führung von General Douglas MacArthur nach japanischen Kriegsverbrechern sowie der Frage nach Kriegsschuld oder -unschuld des japanischen Kaisers Hirohito.

## Handlung
Kurz nachdem das japanische Kaiserreich 1945 kapitulierte und der Zweite Weltkrieg damit zu Ende ging, trifft der Oberbefehlshaber der US-amerikanischen Streitkräfte im Pazifik, General Douglas MacArthur in der japanischen Hauptstadt Tokio ein, richtet
seinen Stab als  Supreme Commander for the Allied Powers (SCAP) ein und übernimmt die Amtsgewalt über Japan. Ein besonderes Augenmerk wird dabei einer Abteilung des US-Militärs gewidmet, die unter Zeitdruck stehend die Strafverfolgung und Inhaftierung von japanischen Kriegsverbrechern durchführt. General Bonner Fellers, einem „Japan-Kenner“ der bereits vor dem Krieg Japan besuchte und sich in eine japanische Frau verliebte, wird die spezielle Aufgabe zuteil, eine etwaige Schuld- oder Unschuld am Ausbruch und Verlauf des Krieges seitens des japanischen Kaisers Hirohito zu ermitteln, welcher in Japan nach wie vor eine Art göttlichen Status genießt.
Fellers gerät dabei in einen inneren Konflikt. Einerseits plagen ihn ständig Erinnerungen an seine Liebe zu einer japanischen Frau, zu der er vor langer Zeit den Kontakt verlor und sie nun sucht, sowie seine Hochachtung und Faszination für Japan und dessen Kultur. Andererseits aber auch eine verbissene Entschlossenheit, den japanischen Kaiser und seine Gefolgsleute an den Pranger zu stellen, von deren Kriegsschuld er zunächst fest überzeugt zu sein scheint. Von General MacArthur nur 10 Tage Zeit gegeben, von der amerikanischen Öffentlichkeit und Politik zusätzlich unter starken Druck gesetzt, ist Fellers aber auch bewusst, dass eine Anklage und gar Inhaftierung des Kaisers zu äußerst großen Problemen in Japan führen würde, insbesondere Aufständen und Chaos, da der Kaiser von der japanischen Bevölkerung als gottesgleich und somit praktisch als unantastbar betrachtet wird. Die Kernaufgabe der US-amerikanischen Besatzungsmacht liegt aber darin, Japan wieder aufzubauen. Fellers sieht sich einer scheinbar unlösbaren Aufgabe ausgesetzt und einem unüberwindbaren Dilemma, doch je näher der Schlusstermin für die Abgabe seiner Ermittlungsergebnisse rückt, desto deutlicher scheint er sich schließlich dann doch ein Bild des ganzen zu machen und begreift, dass Japan und seine sehr alte Kultur sowie Tradition nicht nur aus „Schwarz und Weiß“ bestehen.

## Kritiken
Peter Osteried schrieb auf kino-zeit.de, Peter Webbers Film verzichte auf übliche Klischees, wie man sie erwarte, wenn es um japanische Geschichte gehe. Er habe sich darauf konzentriert, ein anderes Japan zu zeigen, wobei er sich simpler Schwarzweißzeichnung entziehe, sondern eindrucksvoll aufzeige, dass es tausend Schattierungen von Grau gebe.
Stefan Dabrock von filmstarts.de urteilte, in Emperor gelingt die Ausarbeitung der historischen Fakten mit starken Bildern nur teilweise. Dank eines gut aufgelegten Tommy Lee Jones und einer für Menschlichkeit werbenden Liebesgeschichte ist trotzdem noch ein durchaus interessanter, insgesamt aber nur durchschnittlicher Film entstanden.